# Brabham BT53
O Brabham BT53 foi um carro de Fórmula 1 projetado por Gordon Murray para a equipe Brabham para a temporada de 1984, sendo uma evolução do BT52, que levou o piloto da equipe, Nelson Piquet, ao campeonato de 1983.

## Design
O carro era quase idêntico à versão final de desenvolvimento do carro de 1983, o BT52B, mas apresentava sidepods maiores para melhorar o resfriamento, e os turboalimentadores e intercoolers foram reposicionados para uma melhor eficiência de combustível, já que os pit stops para reabastecimento foram proibidos. Como resultado, o carro passou a ter um tanque de combustível maior (220 litros). O motor turboalimentado BMW M12 agora produzia cerca de 900 cv (671 kW) em configuração de qualificação, sendo desregulado para 800 cv (597 kW) para as corridas, tornando-se o carro mais potente da Fórmula 1 na época. Esse poder permitiu que Piquet registrasse a maior velocidade de trap da temporada de 1984, atingindo 325 km/h (202 mph) na reta de 1 km no antigo circuito de Kyalami, durante a qualificação para a segunda rodada do campeonato na África do Sul.
Como todos os outros carros de Fórmula 1 em 1984, as asas traseiras tinham pequenas winglets em cada lado das endplates para aumentar a downforce, uma inovação pioneira pela Ferrari em 1983.

## Pilotos
O carro foi pilotado pelo atual campeão mundial Piquet, que foi acompanhado pelos irmãos Fabi, Teo e Corrado, com um volante compartilhado entre os dois. Isso ocorreu para que o irmão mais velho, Teo, pudesse cumprir seus compromissos no Champ Car World Series, para a equipe Forsythe Racing. Corrado substituiu Teo em três corridas de 1984, sendo a primeira em Mônaco, quando Teo estava correndo em Milwaukee. As outras duas corridas foram no Canadá e em Dallas, quando Teo estava correndo em Portland e Cleveland, respectivamente. Teo Fabi também perdeu o Grande Prêmio de Portugal no final da temporada de 1984, quando competiu na Champ Car em Laguna Seca. Fabi foi substituído em Portugal por Manfred Winkelhock, que havia competido as primeiras 13 corridas da temporada pela equipe ATS.
O motivo de Brabham ter contratado os irmãos Fabi foi supostamente devido ao grande patrocinador da equipe, a empresa italiana de laticínios Parmalat, que queria manter um piloto italiano ao lado de Piquet, já que Riccardo Patrese havia deixado a equipe para a Alfa Romeo. O chefe de equipe Bernie Ecclestone escolheu Teo Fabi como o melhor italiano disponível, mas, devido aos seus compromissos no Champ Car, a solução foi empregar os dois irmãos (Corrado havia corrido pela Osella em 1983). Rumores indicavam que, por sugestão de Piquet, o jovem brasileiro Roberto Moreno deveria ser companheiro de equipe de Piquet, antes que a Parmalat intervisse com suas exigências. John Watson também confirmou que esteve perto de assinar com a equipe depois de ser dispensado pela McLaren, que havia contratado Alain Prost.

## Resumo da Temporada
Embora Piquet tenha vencido duas vezes (no Canadá e em Detroit) e conquistado vários pódios na segunda metade da temporada, o motor BMW de 4 cilindros, ou mais especificamente os turboalimentadores, começaram a apresentar falhas de confiabilidade. A equipe sofreu várias falhas nos turbos, tanto durante a qualificação quanto nas corridas, apesar dos esforços de Gordon Murray e dos engenheiros da BMW para melhorar o carro e o motor. Piquet não pontuou até sua vitória na Rodada 7 no Canadá. O McLaren MP4/2, projetado por John Barnard, com o motor Porsche TAG V6 turbo, foi dominante, com Niki Lauda (campeão mundial de 1984) e Alain Prost (segundo colocado, perdendo por apenas ½ ponto) vencendo 12 das 16 corridas da temporada, o que impediu que Piquet conseguisse defender seu título. Ele conquistou outra vitória no Grande Prêmio de Detroit, uma semana após sua vitória no Canadá, mas Piquet não venceria mais naquele ano.
A confiabilidade do carro foi melhorada na segunda metade da temporada, permitindo que Piquet terminasse em 5º lugar na classificação do campeonato. O aspecto mais triste foi que o BT53 era, nas mãos de Piquet e Teo Fabi, regularmente mais rápido que as McLaren, como evidenciado pelas nove pole positions de Piquet durante a temporada (com Prost sendo o único piloto da McLaren a fazer pole em 1984, fazendo isso três vezes). O carro era muito rápido nas qualificações com tanques de combustível leves, mas seu ritmo de corrida foi prejudicado, especialmente com tanques cheios. Mais confiabilidade dos turbos da BMW poderia ter dado a Piquet uma chance realista de defender seu título. De fato, nas primeiras sete corridas antes de sua vitória no Canadá, Piquet se retirou por falhas no motor, elétricas (como em Mônaco) ou no turbo. Frequentemente, quando ele se retirava, estava liderando a corrida ou em posição de desafiar pela liderança.
O BT53 foi substituído pelo BT54 para 1985.

## Resultados[2]
(legenda) (em negrito indica pole position e itálico volta mais rápida)
| Ano  | Chassi | Motor               | Pneus | N° | Pilotos            | 1   | 2   | 3   | 4   | 5   | 6   | 7   | 8   | 9   | 10  | 11  | 12  | 13  | 14  | 15  | 16  | Pontos | Posição |  |
| ---- | ------ | ------------------- | ----- | -- | ------------------ | --- | --- | --- | --- | --- | --- | --- | --- | --- | --- | --- | --- | --- | --- | --- | --- | ------ | ------- |  |
|      |        |                     |       |    |                    |     |     |     |     |     |     |     |     |     |     |     |     |     |     |     |     |        |         |  |
|      |        |                     |       |    |                    | BRA | RSA | BEL | SMR | FRA | MON | CAN | USE | DAL | GBR | GER | AUT | NED | ITA | EUR | POR |        |         |  |
| 1984 | BT53   | BMW M12/13 L4 turbo | M     | 1  | Nelson Piquet      | Ret | Ret | 9   | Ret | Ret | Ret | 1   | 1   | Ret | 7   | Ret | 2   | Ret | Ret | 3   | 6   | 38     | 4°      |  |
| 1984 | BT53   | BMW M12/13 L4 turbo | M     | 2  | Teo Fabi           | Ret | Ret | Ret | Ret | 9   |     |     | 3   |     | Ret | Ret | 4   | 5   | Ret | Ret |     | 38     | 4°      |  |
| 1984 | BT53   | BMW M12/13 L4 turbo | M     | 2  | Corrado Fabi       |     |     |     |     |     | Ret | Ret |     | 7   |     |     |     |     |     |     |     | 38     | 4°      |  |
| 1984 | BT53   | BMW M12/13 L4 turbo | M     | 2  | Manfred Winkelhock |     |     |     |     |     |     |     |     |     |     |     |     |     |     |     | 10  | 38     | 4°      |  |